# Xã Ross, Quận Jefferson, Ohio
Xã Ross (tiếng Anh: Ross Township) là một xã thuộc quận Jefferson, tiểu bang Ohio, Hoa Kỳ. Năm 2010, dân số của xã này là 721 người.